# 天主教佩斯凯拉教区
天主教佩斯凱拉教區（拉丁語：Dioecesis Pesqueirensis），是巴西一個天主教教區，位於伯南布哥州中部，屬奧林達暨累西腓總教區。
1910年12月5日設弗洛雷斯塔教區，1918年8月2日教座遷至佩斯凱拉。
1964年2月15日弗洛雷斯塔教區分出。
2004年有教友370,200人，佔總人口90.2%。有廿五個堂區、司鐸卅一人。現任教區主教為若瑟·路易斯·費雷拉·沙雷斯。